# Castaños (Bilbao)
Castaños (en euskera Gazteleku o Begoñaibarra) es un barrio de la ciudad de Bilbao (Vizcaya, España). Se encuentra situado en el distrito de Uríbarri, en la margen derecha del Nervión. Está delimitado al oeste por la Pasarela Pedro Arrupe (frente a la Universidad de Deusto), al sur por la Ría de Bilbao (ría del Nervión), al norte por la Calle Artasamina que lo separa del barrio de Ciudad Jardín y al este por la Calle de Tívoli. Tiene una población de 5676 habitantes y una superficie de 0,25 kilómetros cuadrados.
El barrio se desarrolló en el siglo XIX, en aquella época Bilbao era sólo el Casco Viejo, y numerosas familias de la burguesía bilbaína decidieron establecerse en esta zona.
El barrio de Castaños se articula en torno al Paseo Campo de Volantín, a lo largo de la Ría, donde hubo numerosos palacetes que con el paso de los años, como ocurrió también en el barrio de Indauchu, fueron derribados para construir bloques de pisos. Uno de los pocos que aún se conservan es el Palacio Olábarri (conocido como Edificio de Obras del Puerto), situado al lado de la plaza de la Salve que constituye desde 1953 la oficina principal de la Administración Portuaria de Bilbao.

## Edificios de interés
- Funicular de Archanda: construido en 1915, une el monte Archanda (Carretera Archanda-Santo Domingo) a la Plaza del Funicular en el corazón del barrio de Castaños.
- Pasarela Zubizuri o Pasarela de Calatrava: diseñada por el arquitecto Santiago Calatrava, une Castaños con el Ensanche bilbaíno.
- Puente de La Salve (inaugurado  como Puente de los Príncipes de España): construido a 23,5  m de altura para no impedir el paso de los barcos, este puente permite que vehículos y peatones franqueen la ría desde la Avenida Maurice Ravel/Túneles de Archanda para alcanzar la Alameda de Recalde (que continúa hacia la Plaza Moyúa y la Alameda Mazarredo, contigua al Museo Guggenheim Bilbao.

## Transporte
- Bilbobus: Líneas que pasan por Castaños:

| Línea | Recorrido              | Frecuencia (minutos)                    |
| ----- | ---------------------- | --------------------------------------- |
| 22    | Sarrikue - Atxuri      | 15 (cada 12 min de 12:30 a 15:00 horas) |
| 26    | Uribarri - Termibús    | 14                                      |
| 71    | Miribilla - San Inazio | 15                                      |
| 72    | Larraskitu - Castaños  | 12                                      |